# Sint-Theobalduskerk (Overloon)

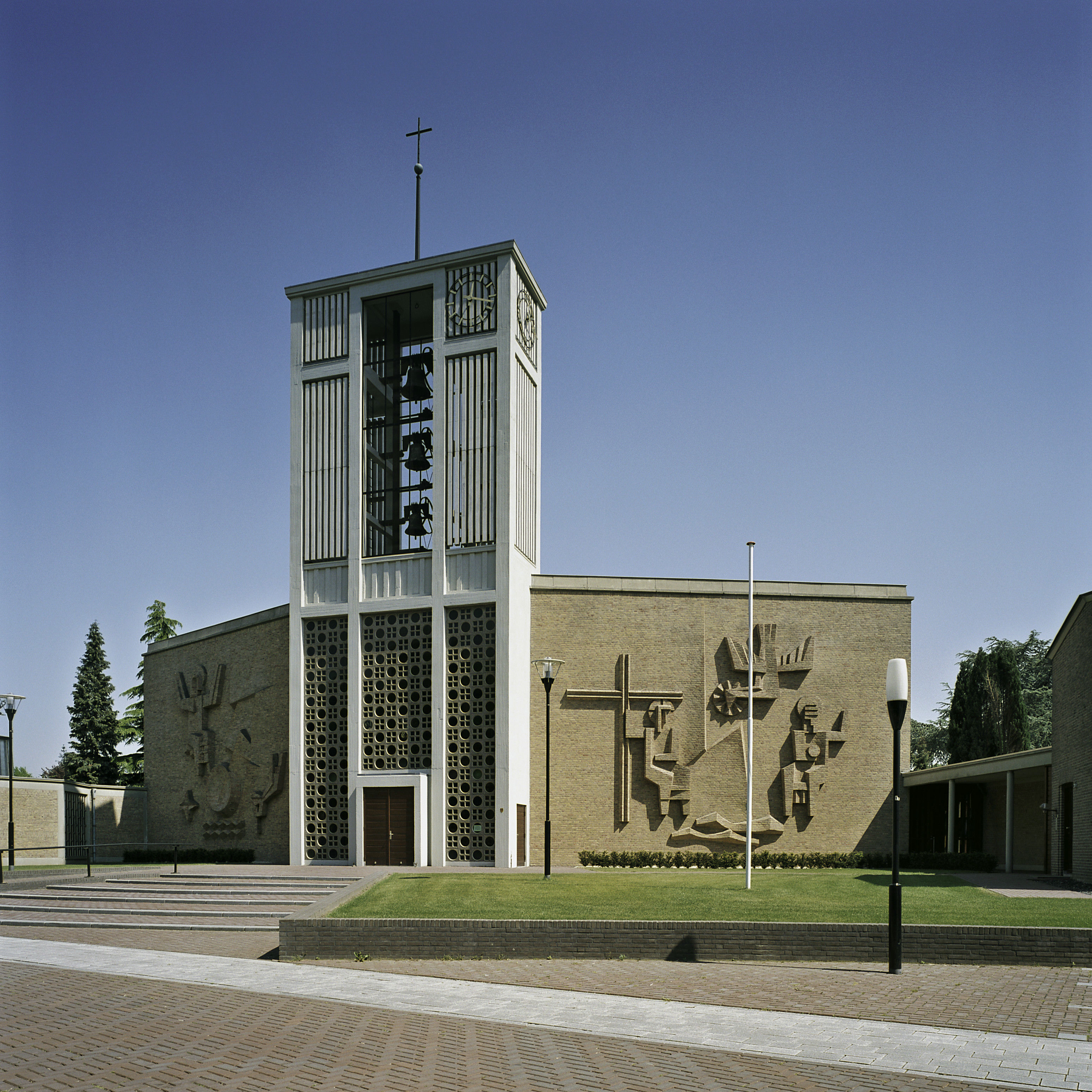
Sint-Theobalduskerk

De Sint-Theobalduskerk is de parochiekerk van de tot de Noord-Brabantse gemeente Land van Cuijk behorende plaats Overloon, gelegen aan het 14 Oktoberplein 9.

## Geschiedenis
Vanouds vielen de gelovigen van Overloon onder de parochie van Vierlingsbeek. In 1441 werd melding gemaakt van een aan Sint-Theobaldus gewijde kapel. In 1553 was er al sprake van een pastoor. In 1648 werd het kerkje genaast door de protestanten en, bij gebrek aan protestanten, werd het gebouw gebruikt als opslagplaats. Men kerkte voortaan in een grenskerk op het grondgebied van Venray. Vanaf 1672 werd het beleid soepeler en kon een schuurkerk naast het oude kerkje worden opgericht. Hoewel de katholieken in 1800 hun kerk weer terugkregen was deze zodanig vervallen dat zij de schuurkerk bleven gebruiken. Het oude kerkje was pas in 1822 weer zover hersteld dat het kon worden ingezegend. In 1882 werd een toren toegevoegd. In 1911 werd echter een nieuwe kerk gebouwd naar ontwerp van Jan Stuyt. De toren van de eerdere kerk bleef daarbij bewaard en in 1936 werden zijbeuken toegevoegd.
In de herfst van 1944 werd het hele dorp, de kerk niet uitgezonderd, door oorlogsgeweld verwoest. Men moest zijn toevlucht nemen tot een noodkerk die in een schuur werd ingericht.
Van 1955-1956 werd een nieuwe kerk gebouwd naar ontwerp van Jan Strik. Deze kerk kwam tot stand op een iets andere plaats in het vrijwel geheel nieuw gebouwde dorp.
De kerk is geklasseerd als Rijksmonument.

## Gebouw
Het betreft een bijzondere kerk die gedomineerd wordt door een betonnen open klokkentoren op rechthoekige plattegrond. Op de flankerende voorgevels zijn reliëfs aangebracht. De kerk wordt gekenmerkt door betonskeletbouw en baksteen. Voorts is veel glas-in-beton toegepast. Het geheel is een voorbeeld van wederopbouwarchitectuur.

## Interieur
In de doopkapel bevindt zich een 16e-eeuws doopvont. Ook is er een 17e-eeuws kruisbeeld.